# باول جنكينز (سياسي)
باول جنكينز (بالإنجليزية: Paul Jenkins)‏ هو سياسي أسترالي، ولد في 5 مارس 1938 في بالارات في أستراليا. انتخب عضو الجمعية التشريعية فيكتوريا.